# Chata Czerwieniec

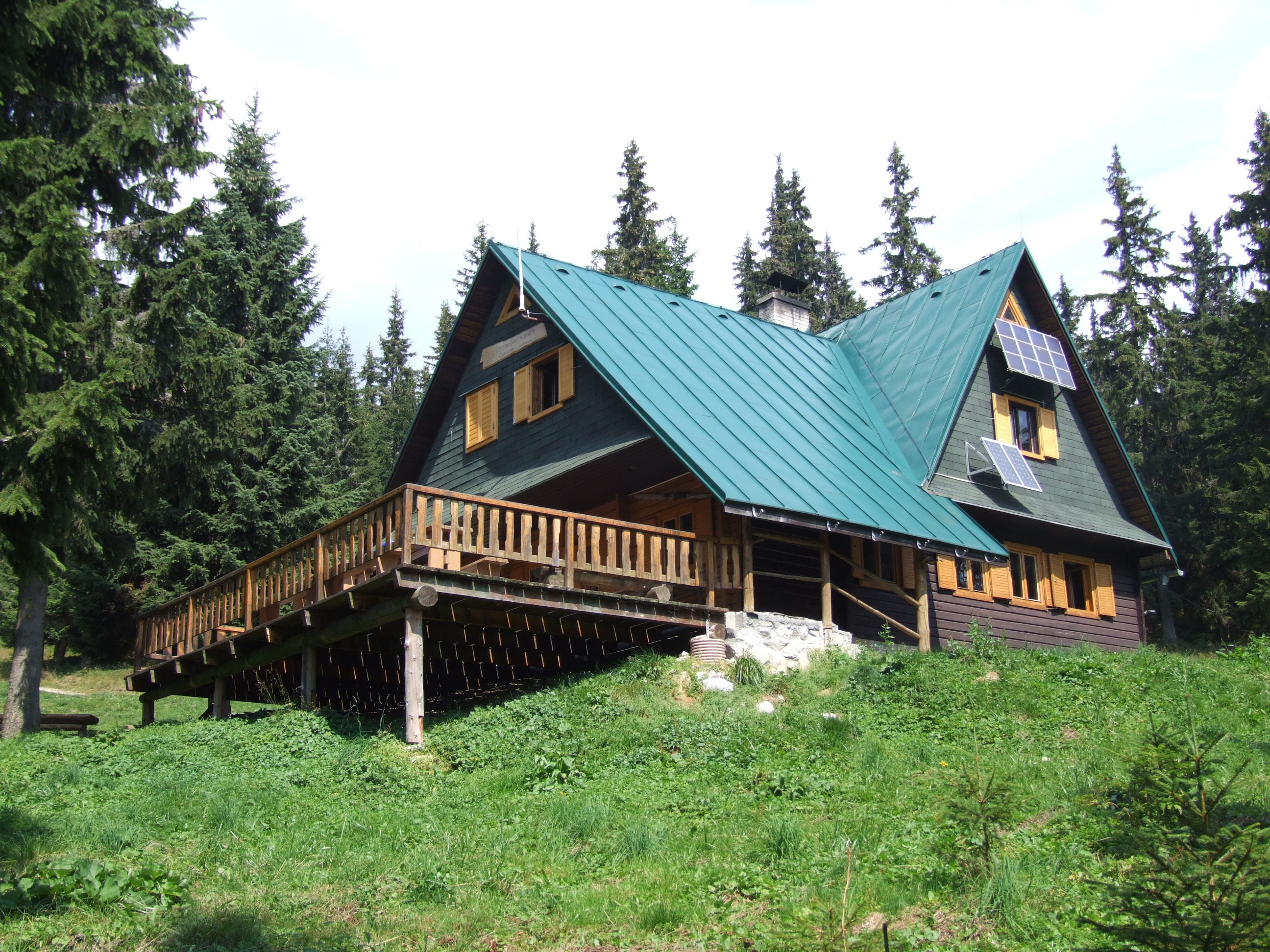
Chata Czerwieniec

Chata Czerwieniec (słow. chata pod Náružím, chata Červenec, chata Bobrovec) – schronisko turystyczne położone na wysokości 1403 m n.p.m. (na budynku i stronie internetowej obiektu podawana jest wysokość 1420 m) w słowackich Tatrach Zachodnich. Znajduje się w Mnichowym Żlebie, u południowo-zachodnich podnóży płaskiego grzbietu odchodzącego w południowo-wschodnim kierunku od Małej Kopy do Doliny Jałowieckiej. Tuż po zachodniej i południowej stronie schroniska spływa Mnichowy Potok, a po południowej wznosi się Mnich (już po drugiej stronie Mnichowego Potoku).

## Opis schroniska
Działająca od 1970 roku chata wraz z pobliską kolibą posiada 30 miejsc noclegowych w trzech salach. Możliwy jest też nocleg w jadalni lub na strychu. W schronisku działa bufet z napojami i kuchnia turystyczna, toaleta położona jest poza budynkiem. Obiekt jest czynny w lecie i stanowi własność wsi Bobrowiec.
Obiekt nie ma ugruntowanej polskiej nazwy. Chata Czerwieniec to nazwa podawana przez Józefa Nykę, inne polskie opracowania i mapy używają nazwy słowackiej w oryginalnej lub zmienionej formie.

## Historia
W 1935 w okolicy została zbudowana Chata v Medvedzom. Pierwsze schronisko zostało spalone przez Niemców pod koniec II wojny światowej. W latach 1962–68 stała tu Chata pod Mnichem, której istnienie również zakończyło się pożarem. Na obecnym miejscu pierwsze schronisko powstało w latach 1969–70 z inicjatywy mieszkańców Bobrowca, którzy zaadaptowali je dla lokalnego klubu turystycznego. Schronisko zostało rozebrane w latach 1999–2000 i wybudowane ponownie w 2001 roku. Nowy obiekt jest większy i bardziej dostępny dla turystów.

## Szlaki turystyczne
niebieski: Bobrowiecki Wapiennik – rozdroże pod Babkami – Chata Czerwieniec – Przedwrocie:
- Czas przejścia z Jałowca do rozstaju szlaków: 1:45 h, ↑ 1:15 h
- Czas przejścia z rozstaju dróg do schroniska: 45 min, ↓ 30 min
- Czas przejścia ze schroniska na Przedwrocie: 30 min, ↓ 20 min